# Michael Udebuluzor
Michael Chibuikem Udebuluzor (chinesisch 米高; * 1. April 2004 in Hongkong) ist ein hongkongisch-chinesisch-nigerianischer Fußballspieler.

## Karriere

### Verein
Nach seinen Anfängen in der Jugend des Kitchee SC und des DFI (Deutsches Fußball Internat) Bad Aibling wechselte er im Sommer 2020 weiter in den Nachwuchs des FC Ingolstadt 04. Für seinen Verein bestritt er 29 Spiele in der A-Junioren-Bundesliga, bei denen ihm 13 Tore gelangen. Im Sommer 2022 wurde er in den Kader der zweiten Mannschaft in der Bayernliga aufgenommen, kam dort aber auch zu seinem ersten Einsatz im Profibereich in der 3. Liga, als er am 6. August 2023, dem 1. Spieltag, bei der 0:1-Auswärtsniederlage gegen den FC Erzgebirge Aue in der 90. Spielminute für Jannik Mause eingewechselt wurde. Bis zum Saisonende folgten noch zwei weitere Drittligaspiele, er gewann außerdem den Bayerischen Toto-Pokal und wechselte im Sommer 2024 weiter zum VfR Mannheim in die fünftklassige Oberliga Baden-Württemberg.

### Nationalmannschaft
Udebuluzor debütierte am 11. September 2023 im Testspiel gegen Bhutan (10:0) in der hongkongischen A-Nationalmannschaft. In der WM-Qualifikation einen Monat später, erneut gegen Bhutan, schoss er beim 4:0-Heimsieg zwei Treffer für sein Team. Mit der Auswahl nahm er Anfang 2024 am Asienmeisterschaft teil und kam dort in allen drei Gruppenspielen zum Einsatz, ehe die Mannschaft ausschied.

## Erfolge
- Bayerischer Toto-Pokalsieger: 2024

## Privates
Der Stürmer ist der Sohn des ehemaligen Profifußballers Cornelius Udebuluzor (* 1974). Er wurde 2004 in Hongkong geboren, als sein Vater dort beim Erstligisten Hong Kong Rangers FC unter Vertrag stand.